# Джексон, Николас
Николас Джексон (фр. Nicolas Jackson; род. 20 июня 2001, Сенегал) — сенегальский футболист, нападающий английского клуба «Челси» и сборной Сенегала. Участник чемпионата мира 2022 года.

## Клубная карьера
Джексон — воспитанник клуба «Каса Спортс». В 2019 году Николас подписал контракт с испанским «Вильярреалом». Летом 2020 года для получения игровой практики Джексон на правах аренды перешёл в «Мирандес». 18 октября в матче против «Мальорки» он дебютировал в Сегунде. 28 ноября в поединке против «Кастельона» Николас забил свой первый гол за «Мирандес». По окончании аренды Джексон вернулся в «Вильярреал». 3 октября 2021 года в матче против «Бетиса» он дебютировал в Ла Лиге. 13 августа 2022 года в поединке против «Вальядолида» Николас забил свой первый гол за «Вильярреал». 13 октября в матче Лиги конференций против венской «Аустрии» он забил гол.
Летом 2023 года Джексон перешёл в английский «Челси», подписав контракт 2031 года. Сумма трансфера составила 37 млн евро. Дебютировал за клуб 13 августа 2023 года в первом туре чемпионата Англии против «Ливерпуля» (1:1), проведя на поле весь матч. Первый мяч за «синих» забил 25 августа 2023 года в матче против клуба «Лутон Таун» (3:0), отличившись на 75-й минуте и установив окончательный счёт встречи. Первый мяч в английской футбольной лиге за «Челси»забил 27 сентября в матче против «Брайтона» (1:0), отличившись на 50-й минуте с передачи Коула Палмера и принеся победу клубу. Первый хет-трик в АПЛ оформил 7 ноября 2023 года в матче против «Тоттенхэм Хотспур» (4:1).
13 сентября 2024 года Джексон подписал двухлетнее продление контракта с «Челси», продливший его контракт до 2033 года.

## Международная карьера
В 2022 году Джексон был включён в заявку национальной команды на участие в чемпионате мира в Катаре. 21 ноября в матче против сборной Нидерландов он дебютировал за сборную Сенегала.

## Статистика
| Выступление      | Выступление      | Выступление      | Чемпионат | Чемпионат | Кубки | Кубки | Еврокубки | Еврокубки | Прочие | Прочие | Итого | Итого |
| Клуб             | Лига             | Сезон            | Игры      | Голы      | Игры  | Голы  | Игры      | Голы      | Игры   | Голы   | Игры  | Голы  |
| ---------------- | ---------------- | ---------------- | --------- | --------- | ----- | ----- | --------- | --------- | ------ | ------ | ----- | ----- |
| Мирандес         | Сегунда          | 2020/21          | 16        | 1         | 1     | 0     | 0         | 0         | 0      | 0      | 17    | 1     |
| Мирандес         | Итого            | Итого            | 16        | 1         | 1     | 0     | 0         | 0         | 0      | 0      | 17    | 1     |
| Вильярреал       | Примера          | 2021/22          | 9         | 0         | 1     | 0     | 0         | 0         | 0      | 0      | 10    | 0     |
| Вильярреал       | Примера          | 2022/23          | 26        | 12        | 2     | 0     | 10        | 1         | 0      | 0      | 38    | 13    |
| Вильярреал       | Итого            | Итого            | 35        | 12        | 3     | 0     | 10        | 1         | 0      | 0      | 48    | 13    |
| Челси            | Премьер-лига     | 2023/24          | 35        | 14        | 4     | 2     | 0         | 0         | 5      | 1      | 44    | 17    |
| Челси            | Премьер-лига     | 2024/25          | 28        | 10        | 0     | 0     | 3         | 2         | 0      | 0      | 31    | 12    |
| Челси            | Итого            | Итого            | 63        | 24        | 4     | 2     | 3         | 2         | 5      | 1      | 75    | 29    |
| Всего за карьеру | Всего за карьеру | Всего за карьеру | 114       | 37        | 8     | 2     | 13        | 3         | 5      | 1      | 140   | 43    |

## Достижения

### Командные
«Челси»
- Победитель Лиги конференций УЕФА: 2024/25
- Победитель Клубного чемпионата мира: 2025

### Личные
- Игрок месяца Ла Лиги: май 2023[18]
- Гол месяца английской Премьер-лиги: октябрь 2024